# James Tait
James Tait (19 juin 1863 - 4 juillet 1944) est un historien médiéviste britannique. Avec Thomas Tout, il est la deuxième grande figure de la "Manchester School of History".

## Biographie
Il est né à Broughton, Salford, le 19 juin 1863, fils de Robert Ramsay Tait, un marchand de semences, et de sa femme Annie Case. Il entre à l'Owens College de Manchester à l'âge de 16 ans et y obtient son diplôme en histoire en 1883, l'institution faisant entre-temps partie de l'Université fédérale de Victoria, avec d'autres collèges à Leeds et Liverpool. Il étudie ensuite au Balliol College d'Oxford sous la direction d'Arthur Lionel Smith et obtient un diplôme de première classe en 1887. Pendant son séjour à Oxford, il est membre de la Stubbs Society.
Nommé maître de conférences adjoint à Manchester en 1887, Tait devient maître de conférences en histoire ancienne en 1896. Il est professeur d'histoire ancienne et médiévale, de 1902 à 1919. Il est élu membre de la British Academy en 1921.
Il vit retiré, à Fallowfield puis à Wilmslow. Il meurt célibataire, à Wilmslow, le 4 juillet 1944.

## Travaux
Les œuvres majeures de Tait sont Mediaeval Manchester and the Beginnings of Lancashire (1904), le premier volume de la série d'histoire de Manchester University Press et un ouvrage standard pour le reste du siècle, et The Medieval English Borough (1936),,.
Il publie sur l'histoire locale, avec des contributions à l'histoire du comté de Victoria du Lancashire, et il édite The Domesday Survey of Cheshire (1916),.
Il est membre de la Chetham Society, membre du conseil (1901–44) et président (1915–25). Il contribue à plusieurs ouvrages publiés par la Société.